# Pine Valley (comté de Chemung, New York)
Pour les articles homonymes, voir Pine Valley.
Pine Valley est une census-designated place du comté de Chemung, dans l'État de New York, aux États-Unis,. En 2020, elle compte une population de 832 habitants.